# Scutillya verrucosa
Scutillya verrucosa är en insektsart som beskrevs av Sjöstedt 1921. Scutillya verrucosa ingår i släktet Scutillya och familjen Pyrgomorphidae. Inga underarter finns listade i Catalogue of Life.